# 王永洁
王永洁（1934年12月6日—2020年9月17日），女，河南邓县人，中国机械设计专家，哈尔滨工业大学教授。丈夫为中国工程院院士蔡鹤皋。

## 生平
1934年生于河南省邓县，1953年9月考入哈尔滨工业大学机械系。1959年留校任教，1985年晋升副教授，1992年晋升教授，1997年退休。1997年参与成立哈尔滨博实自动化公司。2010年8月公司改制为股份公司后，成为公司控股股东、实际控制人之一。2020年9月17日20时20分在北京逝世。

## 出版物
- 龚溎义; 陈式椿; 王永洁 (编). . 北京: 机械工业出版社. 1986. CSBN 15033·6114.